# (3610) Decampos
(3610) Decampos est un astéroïde de la ceinture principale.

## Description
(3610) Decampos est un astéroïde de la ceinture principale. Il fut découvert le 5 mars 1981 à La Silla par Henri Debehogne et Giovanni de Sanctis. Il présente une orbite caractérisée par un demi-grand axe de 2,15 UA, une excentricité de 0,05 et une inclinaison de 2,1° par rapport à l'écliptique.

## Compléments